# Danny MacAskill

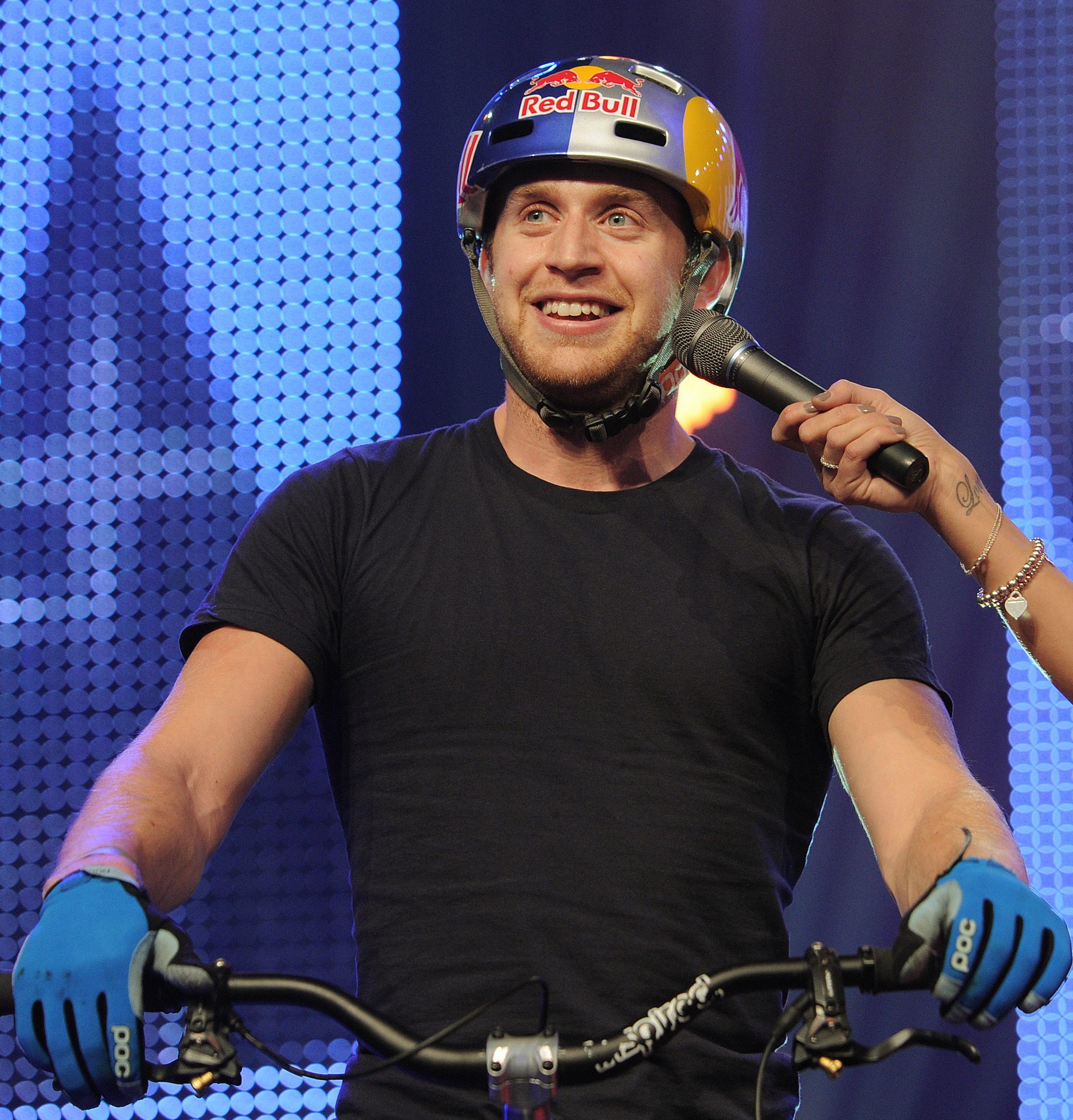
Danny MacAskill bei der 11. Internationalen Sportnacht Davos (2013)

Daniel „Danny“ MacAskill (auf Schottisch:  Dainéal Mac Asgaill) (* 23. Dezember 1985 auf der Insel Skye) ist ein britischer Bike-Trial- und Mountainbike-Profi. Er ist vor allem für seine riskanten Stunts und kreativen Videoideen auf YouTube bekannt. Mit der Drop and Roll Tour, die von ihm gegründet wurde, ist er überall in Europa mit anderen Trial-Stars unterwegs.

## Werdegang
Aufgewachsen ist Danny MacAskill in der Ortschaft Dunvegan auf der Isle of Skye (Hebriden). Als Vierjähriger erhielt er sein erstes Fahrrad und mit elf Jahren sein erstes Trial-Bike. Nach der Schulzeit zog es ihn als Radmechaniker nach Edinburgh.
Danny MacAskill veröffentlichte am 19. April 2009 ein fünfeinhalbminütiges Video mit dem Titel Inspired Bicycles im Internet-Videoportal YouTube, das allein innerhalb der ersten 40 Stunden etwa 350.000 Mal abgerufen wurde. Im Januar 2018 erreichte die kumulierte Zuschauerzahl 38.349.367. Der ehemalige Radrennfahrer Lance Armstrong kommentierte das Video als „an absolute must watch“ (deutsch etwa: „das muss man unbedingt gesehen haben“). Das im Video gespielte Lied The Funeral stammt von der amerikanischen Rock-Band Band of Horses.
Way Back Home, in dem zu seinen Tricks im Hintergrund A Little Piece lief, wurde zum inoffiziellen Musikvideo der australischen Indieband The Jezabels, das ihnen viel Aufmerksamkeit in der Netzgemeinde einbrachte. 2014 folgte ein weiteres Video mit Hintergrundmusik der Jezabels (Long Highway),  wobei die verlassene argentinische Stadt Epecuén als Kulisse diente.
Anfang 2009 gab MacAskill seine Beschäftigung als Mechaniker bei einem Fahrradhändler in Edinburgh auf, um sich mit seiner Stunt-Gruppe The Clan voll dem Bike-Trial zu widmen. Im Juni 2009 hatte MacAskill einen Auftritt in dem Musik-Video für die Single Winter Hill von den Doves.
Das Fahrrad aus dem YouTube-Video wurde im November über die Auktionsplattform eBay versteigert. Der Erlös von 3100 £ (ca. 3400 Euro) sollte dem BBC-Projekt Children in Need zugutekommen.
Er führte immer wieder Martyn Ashton als eines seiner Vorbilder an, welcher aber seit einem Unfall im Jahr 2013 querschnittsgelähmt und auf einen Rollstuhl angewiesen ist.
MacAskill lebt in Glasgow.
MacAskill brach sich bei seinen Rad-Tricks dreimal das Schlüsselbein, fünfmal den linken Fuß und dreimal den rechten Fuß. Sein Manager Tarek Rasouli, ein ehemaliger deutscher BMX- und Mountainbike-Profi-Freerider, sitzt nach einem Sturz mit dem Bike im Rollstuhl.

## Filme/Clips
- 2009: Werbespot für den Golf Estate, Werbespot für den schottischen Arbeitsvermittler s1jobs[12]
- 2010: „Nuit de la Glisse – Perfect Moment“ in Chamonix (Französische Alpen)[13]
- 2010: „Way Back Home“[14]
- 2011: „Danny MacAskill Plays Capetown“ (unterstützt von Leica, in Kapstadt, Südafrika)[15], „Industrial Revolutions“[16]
- 2012: „Danny MacAskill // 2012“[17]
- 2013: „Danny MacAskill’s Imaginate“[18]
- 2014: „Epecuén“ (Argentinien)[19], „The Ridge“[20]
- 2015: „GoPro: Danny MacAskill – Cascadia“[21]
- 2016: „Danny MacAskill’s Wee Day Out“[22]
- 2019: „Danny MacAskill: Danny Daycare – Featuring Daisy“[23]
- 2020: „Danny MacAskill's Gymnasium“[24]

Zu seinen unterstützenden Sponsoren gehören unter anderem Red Bull, Adidas, Eberspächer, Santa Cruz, Endura, GoPro, Lezyne, Evoc, Lizard Skins, Five Ten, Crankbrothers, Continental und Magura.

## Auszeichnungen
- 2015: Nominierung als Action-Sportler des Jahres bei den Laureus World Sports Awards[25]

## Veröffentlichungen
- Danny MacAskill: At the Edge – Riding for my Life, September 2016. Englisch. Viking Verlag. ISBN 978-0241206522